# Philip Mattar
Philip Mattar (geboren 21. Januar 1944 in Jerusalem, Völkerbundsmandat für Palästina) ist ein palästinensisch-US-amerikanischer Historiker, der zur neueren Geschichte des Nahen Ostens arbeitet.

## Leben
Philip Mattar studierte an der baptistischen Samford University im US-Bundesstaat Alabama (B.A.), machte einen Master-Abschluss an der Columbia University und wurde dort 1981 auch promoviert. Er unterrichtete Geschichte an der Yale University, der Georgetown University und am City College of New York. Daneben leitete er von 1984 bis 2001 den US-amerikanischen Ableger des Institute for Palestine Studies. Mattar war Fulbright-Stipendiat, er erhielt Stipendien 2001 für einen Aufenthalt am Woodrow Wilson Center und 2002 am United States Institute of Peace.

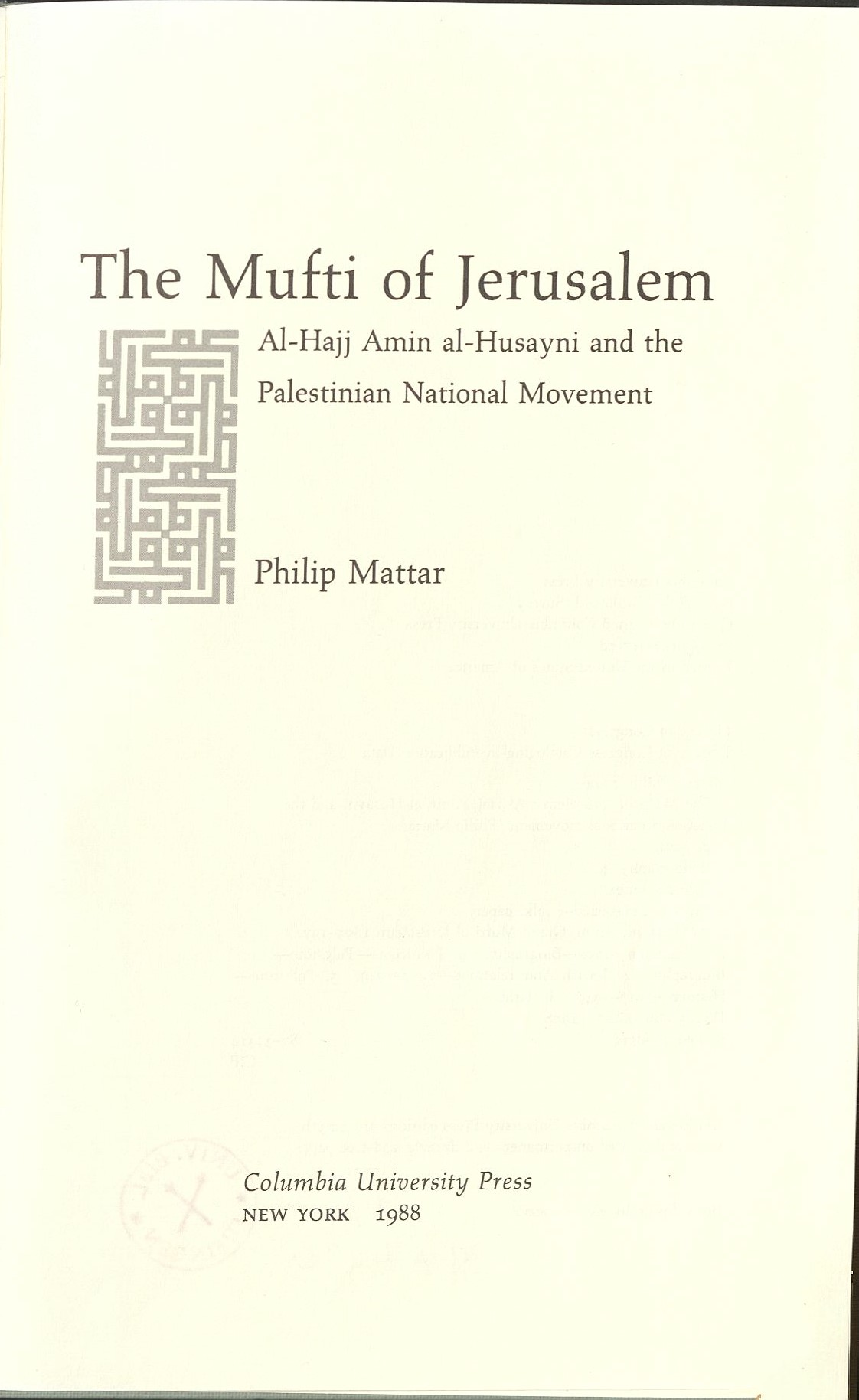
The Mufti of Jerusalem (1988)

Er war einer der Gründer des Palestinian American Research Center in Washington D.C., das er von 2001 bis 2008 als Direktor leitete. Daneben arbeitet er als Vermögensverwalter und -berater, von 2006 bis 2015 als Eigentümer von Rittenhouse Investments und seither als Vice President bei einer Tochter des Finanzunternehmens Ameriprise.
Mattar veröffentlichte 1988 die erste Biografie über den Mufti von Jerusalem Mohammed Amin al-Husseini. Er war der Herausgeber der 2005 erschienenen Encyclopedia of the Palestinians.
Mattar schrieb für Zeitschriften wie Foreign Policy, Middle East Journal und Middle Eastern studies.

## Schriften (Auswahl)
- The Mufti of Jerusalem: Al-Hajj Amin Al-Husayni and the Palestinian National Movement. Columbia University Press, 1988, 1992.
- Reeva S. Simon, Philip Mattar, Richard Bulliet (Hrsg.): Encyclopedia of the modern Middle East. Macmillan Reference, 1996
  - Encyclopedia of the modern Middle East and North Africa. Thomson Gale/Macmillan Reference USA, 2004
- (Hrsg.): Encyclopedia of the Palestinians. Facts on File, 2000, 2005